# Герои Социалистического Труда Карагандинской области
В настоящий список включены:

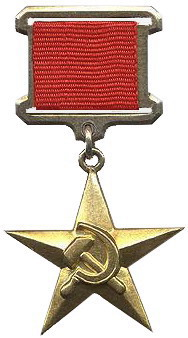
Золотая медаль «Серп и Молот»

- Герои Социалистического Труда, на момент присвоения звания проживавшие на территории современной Карагадинской области Казахстана, —  117 человек; в таблицу не включены 26 Героев, награждённых в тех районах Карагандинской области, которые в 1974 году были переданы в Джезказганскую область, а в 2022 году большей частью образовали Улытаускую область (исключение — 1 человек, отмеченный звёздочкой);
- уроженцы Карагандинской области, удостоенные звания Героя Социалистического Труда в других регионах СССР, — 12 человек;
- Герои Социалистического Труда, прибывшие в Карагандинскую область на постоянное проживание из других регионов, — 5 человек;
- лишённые звания Героя Социалистического Труда — 2 человека.

В таблицах отображены фамилия, имя и отчество Героев, должность и место работы на момент присвоения звания, дата Указа Президиума Верховного Совета СССР, отрасль народного хозяйства, место рождения/проживания, а также ссылка на биографическую статью на сайте «Герои страны». Формат таблиц предусматривает возможность сортировки по указанным параметрам путём нажатия на стрелку в нужной графе.

## История
Первым в Карагандинской области звания Героя Социалистического Труда был удостоен бригадир трактористов из Осакаровского района Егор Иванович Герасимов, которому высшая степень отличия была присвоена Указом Президиума Верховного Совета СССР от 19 марта 1947 года за высокий урожай пшеницы (это было первое присвоение звания Героя Социалистического Труда в Казахской ССР).
Большинство Героев Социалистического Труда в Карагандинской области приходится на сельскохозяйственную отрасль — 51 человек; угольная промышленность — 32; металлургия — 14; строительство — 13; транспорт — 2; машиностроительная, химическая промышленность, энергетика, наука, здравоохранение — по 1.

## Лица, удостоенные звания Героя Социалистического Труда в Карагандинской области
| №   | Фамилия, имя, отчество                  | Даты жизни              | Деятельность | Дата присвоения | Отрасль         | Место рождения                  | ГС         |
| --- | --------------------------------------- | ----------------------- | --- | --------------- | --------------- | ------------------------------- | ---------- |
| 1   | Абдрасулов Кадир                        | 25.11.1938 — 08.07.1984 | Бригадир горнорабочих очистного забоя шахты «Кировская» Карагандинского производственного объединения по добыче угля Министерства угольной промышленности СССР                                            | 05.03.1976      | углепром        | Каркаралинский район            | [ ГС 1 ]   |
| 2   | Абдрахманов Жансеит                     | 1900—1974               | Крепильщик шахты имени Костенко комбината «Карагандашахтострой» Министерства угольной промышленности восточных районов СССР, Карагандинская область                                                       | 28.08.1948      | строительство   | Каркаралинский район            | [ ГС 2 ]   |
| 3   | Адам-Юсупов Тюлеген Дюсембаевич         | 1937 — 05.05.2015       | Горновой доменного цеха Карагандинского металлургического комбината Министерства чёрной металлургии СССР                                                                                                  | 02.03.1981      | металлургия     | *Алматинская область            | [ ГС 3 ]   |
| 4   | Айтжанов Андамас                        | 1889—1968               | Скотник колхоза «Шатыр-агаш» Каркаралинского района Карагандинской области | 12.07.1949      | сельхоз         | Каркаралинский район            | [ ГС 4 ]   |
| 5   | Айткулов Мустафа Айткулович             | 1902—1965               | Бригадир навалоотбойщиков шахты № 8/9 комбината «Карагандауголь» Министерства угольной промышленности восточных районов СССР                                                                              | 28.08.1948      | углепром        | Каркаралинский район            | [ ГС 5 ]   |
| 6   | Айтуганов Нуркен                        | 10.08.1916 — 01.01.1993 | Комбайнёр Черниговской МТС Нуринского района Карагандинской области | 11.01.1957      | сельхоз         | Нуринский район                 | [ ГС 6 ]   |
| 7   | Акулов Пётр Филимонович                 | 1913 — 09.1974          | Бригадир проходчиков шахты № 33/34 комбината «Карагандауголь» Министерства угольной промышленности восточных районов СССР, Карагандинская область                                                         | 28.08.1948      | углепром        | *Восточно-Казахстанская область | [ ГС 7 ]   |
| 8   | Аркаркозов Жылкыбай                     | 1873—1972               | Скотник колхоза «Жоншилик» Каркаралинского района Карагандинской области | 12.07.1949      | сельхоз         | Карагандинская область          | [ ГС 8 ]   |
| 9   | Асылбекова Дакея                        | 1892 — ????             | Звеньевая колхоза имени Доскея Тельманского района Карагандинской области | 28.03.1948      | сельхоз         | Актогайский район               | [ ГС 9 ]   |
| 10  | Бабаков Алексей Иванович                | 1924—1988               | Машинист комбайна шахты № 1 треста «Сталинуголь» комбината «Карагандауголь» Министерства угольной промышленности СССР, Карагандинская область                                                             | 26.04.1957      | углепром        | *Акмолинская область            | [ ГС 10 ]  |
| 11  | Байгабилов Хайрулла                     | 1912 — 24.09.2004       | Директор Актастинской МТС Осакаровского района Карагандинской области | 11.01.1957      | сельхоз         | *Акмолинская область            | [ ГС 11 ]  |
| 12  | Байгазиев Елеман                        | 1927—1989               | Сталевар мартеновского цеха Казахского металлургического завода Карагандинского совнархоза | 19.07.1958      | металлургия     | *Жамбылская область             | [ ГС 12 ]  |
| 13  | Байгулин Дюсен                          | 1895—1966               | Скотник-пастух колхоза «Жоншилик» Каркаралинского района Карагандинской области | 23.07.1948      | сельхоз         | Каркаралинский район            | [ ГС 13 ]  |
| 14  | Байжуманов Абдугали                     | 1912 — ????             | Старший машинист котельного цеха Карагандинской ТЭЦ № 1 Карагандаэнерго Министерства энергетики и электрификации Казахской ССР                                                                            | 04.10.1966      | энергетика      | Жанааркинский район             | [ ГС 14 ]  |
| 15  | Баймурзинов Камза Габдулгазизович       | род. 02.02.1925         | Мастер Карагандинского завода синтетического каучука Министерства химической промышленности СССР | 28.05.1966      | химпром         | *Павлодарская область           | [ ГС 15 ]  |
| 16  | Баймурынов Атантай                      | 1906—1970               | Заведующий молочной фермой колхоза «Совет» Каркаралинского района Карагандинской области | 12.07.1949      | сельхоз         | Каркаралинский район            | [ ГС 16 ]  |
| 17  | Бакланов Иван Фёдорович                 | 1915—1979               | Токарь Ново-Карагандинского машиностроительного завода имени 50-летия Октябрьской революции Министерства тяжёлого, энергетического и транспортного машиностроения СССР, Карагандинская область            | 05.04.1971      | машиностроение  | *Мордовия                       | [ ГС 17 ]  |
| 18  | Баранников Матвей Игнатьевич            | 15.11.1915 — 17.04.1986 | Тракторист областной сельскохозяйственной станции Тельманского района Карагандинской области | 19.04.1967      | сельхоз         | *Кировоградская область         | [ ГС 18 ]  |
| 19  | Басимбеков Жаксылык                     | 15.03.1897 — 24.01.1984 | Старший чабан колхоза «Томар» Каркаралинского района Карагандинской области | 23.07.1948      | сельхоз         | Каркаралинский район            | [ ГС 19 ]  |
| 20  | Беисов Жилкибай                         | 07.11.1925 — 12.10.2017 | Начальник смены обогатительной фабрики Балхашского горнометаллургического комбината Карагандинского совнархоза                                                                                            | 28.05.1960      | металлургия     | *Павлодарская область           | [ ГС 20 ]  |
| 21  | Бейсембаев Жакыпбек                     | 1896—1961               | Старший чабан колхоза «Уштобе» Каркаралинского района Карагандинской области | 23.07.1948      | сельхоз         | Каркаралинский район            | [ ГС 21 ]  |
| 22  | Бекбаев Байбосын                        | 1890 — 05.04.1977       | Старший чабан колхоза «Томар» Каркаралинского района Карагандинской области | 12.07.1949      | сельхоз         | Каркаралинский район            | [ ГС 22 ]  |
| 23  | Бекбосынов Хасен                        | 1888 — 20.06.1979       | Скотник колхоза «Уш-тобе» Каркаралинского района Карагандинской области | 12.07.1949      | сельхоз         | Каркаралинский район            | [ ГС 23 ]  |
| 24  | Беркмбаев Бегма                         | 1889—1979               | Старший чабан колхоза «Кзыл-Оркен» Четского района Карагандинской области | 23.07.1948      | сельхоз         | Шетский район                   | [ ГС 24 ]  |
| 25  | Билялов Сайлау                          | род. 1937               | Старший чабан совхоза «Аркалыкский» Егиндыбулакского района Карагандинской области | 24.12.1976      | сельхоз         | Каркаралинский район            | [ ГС 25 ]  |
| 26  | Боднар Александр Ефимович               | 25.08.1940 — 09.04.2022 | Механизатор совхоза «Индустриальный» Нуринского района Карагандинской области | 03.03.1980      | сельхоз         | *Хмельницкая область            | [ ГС 26 ]  |
| 27  | Воронков Анатолий Константинович        | 29.06.1904 — 14.01.1969 | Управляющий трестом «Сталинуголь» комбината «Карагандауголь» Министерства угольной промышленности восточных районов СССР, Карагандинская область                                                          | 28.08.1948      | углепром        | *Днепропетровская область       | [ ГС 27 ]  |
| 28  | Герасимов Егор Иванович                 | 1906 — ????             | Бригадир тракторной бригады Ударной МТС Осакаровского района Карагандинской области | 19.03.1947      | сельхоз         | *Оренбургская область           | [ ГС 28 ]  |
| 29  | Герман Фёдор Ефремович                  | 1912 — 09.06.1975       | Машинист экскаватора Коунрадского рудника Балхашского горно-металлургического комбината имени 50-летия Октябрьской революции Министерства цветной металлургии СССР, Карагандинская область                | 30.03.1971      | металлургия     | *Полтавская область             | [ ГС 29 ]  |
| 30  | Гульницкий Николай Сергеевич            | 22.02.1922 — 01.05.1994 | Директор шахты имени Костенко производственного объединения «Карагандауголь» Министерства угольной промышленности СССР, Карагандинская область                                                            | 19.03.1979      | углепром        | *Кировоградская область         | [ ГС 30 ]  |
| 31  | Дарибаев Алтынбек Дарибаевич            | 1927—1985               | Старший конвертерщик Карагандинского металлургического комбината Министерства чёрной металлургии СССР | 30.03.1971      | металлургия     | *Туркестанская область          | [ ГС 31 ]  |
| 32  | Диев Григорий Алексеевич                | 1926—1966               | Машинист горного комбайна шахты № 23 треста «Ленинуголь» Управления угольной промышленности Казахской ССР, Карагандинская область                                                                         | 29.06.1966      | углепром        | *Саратовская область            | [ ГС 32 ]  |
| 33  | Дулина Надежда Павловна                 | 14.01.1927 — 2010       | Доярка совхоза «Ульяновский» Ульяновского района Карагандинской области | 24.12.1976      | сельхоз         | *Николаевская область           | [ ГС 33 ]  |
| 34  | Дурадажи Иван Георгиевич                | 22.09.1931 — 20.03.2005 | Бригадир проходчиков горных выработок шахты № 3 треста «Абайуголь» Управления угольной промышленности Казахской ССР, Карагандинская область                                                               | 29.06.1966      | углепром        | *Одесская область               | [ ГС 34 ]  |
| 35  | Егизбаев Мухади                         | 30.05.1900 — 25.10.1994 | Заведующий коневодческой фермой колхоза «Совет» Каркаралинского района Карагандинской области | 27.08.1949      | сельхоз         | Каркаралинский район            | [ ГС 35 ]  |
| 36  | Жаксыбаев Айтмолда                      | 1893—1972               | Чабан колхоза «Жанажол» Кувского района Карагандинской области | 29.03.1958      | сельхоз         | Карагандинская область          | [ ГС 36 ]  |
| 37  | Жанжигитов Нарын                        | 1881—1959               | Скотник колхоза «Шатыр-агаш» Каркаралинского района Карагандинской области | 12.07.1949      | сельхоз         | Карагандинская область          | [ ГС 37 ]  |
| 38  | Жарнаков Пётр Матвеевич                 | 1914 — 07.06.1980       | Старший мастер металлургического цеха Балхашского горнометаллургического комбината Карагандинского совнархоза                                                                                             | 09.06.1961      | металлургия     | *Акмолинская область            | [ ГС 38 ]  |
| 39  | Жунусов Толеген                         | 1895—1974               | Скотник колхоза «Уш-тобе» Каркаралинского района Карагандинской области | 12.07.1949      | сельхоз         | Каркаралинский район            | [ ГС 39 ]  |
| 40  | Заведеев Владимир Николаевич            | 09.11.1934 — 02.05.2021 | Проходчик шахты «Молодёжная» производственного объединения «Карагандауголь» Министерства угольной промышленности СССР, Карагандинская область                                                             | 29.04.1986      | углепром        | *Костромская область            | [ ГС 40 ]  |
| 41  | Зайцев Николай Дмитриевич               | 09.05.1903 — 1989       | Бригадир комплексной бригады строительного управления № 5 треста «Карагандапромжилстрой», гор. Караганда                                                                                                  | 09.08.1958      | строительствао  | *Липецкая область               | [ ГС 41 ]  |
| 42  | Залиев Есенжол Залиевич                 | 05.05.1930 — 06.05.2003 | Машинист горного комбайна шахты № 31-бис треста «Октябрьуголь» Управления угольной промышленности Казахской ССР, Карагандинская область                                                                   | 29.06.1966      | углепром        | Жанааркинский район             | [ ГС 42 ]  |
| 43  | Зименок Василий Петрович                | 02.01.1934 — 25.09.2023 | Проходчик горных выработок шахты № 121 комбината «Карагандауголь» Министерства угольной промышленности СССР, Карагандинская область                                                                       | 30.03.1971      | углепром        | *Брянская область               | [ ГС 43 ]  |
| 44  | Ибраев Сатибек                          | 1887—1964               | Старший чабан колхоза «Куаныш» Коунрадского района Карагандинской области | 23.07.1948      | сельхоз         | Актогайский район               | [ ГС 44 ]  |
| 45  | Иванов Иван Иванович                    | 14.09.1922 — 30.03.1992 | Комбайнёр совхоза «Новый путь» Осакаровского района Карагандинской области | 13.12.1972      | сельхоз         | *Санкт-Петербург                | [ ГС 45 ]  |
| 46  | Иванова Елизавета Фёдоровна             | 06.07.1923 — 05.03.1975 | Машинист мостового крана Балхашского горнометаллургического комбината Карагандинского совнархоза | 07.03.1960      | металлургия     | *Курганская область             | [ ГС 46 ]  |
| 47  | Игибаев Жаныбай                         | 20.01.1936 — 06.05.2011 | Бригадир горнорабочих очистного забоя шахты «Михайловская» производственного объединения «Карагандауголь» Министерства угольной промышленности СССР, Карагандинская область                               | 02.03.1981      | углепром        | *Северо-Казахстанская область   | [ ГС 47 ]  |
| 48  | Искаков Спан                            | 1896 — 31.03.1980       | Старший табунщик колхоза «Совет» Каркаралинского района Карагандинской области | 27.08.1949      | сельхоз         | Каркаралинский район            | [ ГС 48 ]  |
| 49  | Кабдыкаримова Нурбакыт                  | 03.11.1948 — 17.04.2020 | Механизатор совхоза «Первомайский» Каркаралинского района Карагандинской области | 22.02.1982      | сельхоз         | Каркаралинский район            | [ ГС 49 ]  |
| 50  | Кайкыбасов Абду                         | 1891—1978               | Старший чабан колхоза «Шет-Жарык» Четского района Карагандинской области | 23.07.1948      | сельхоз         | Шетский район                   | [ ГС 50 ]  |
| 51  | Какетаев Оспан                          | 1902 — 21.01.1988       | Скотник колхоза имени Калинина Каркаралинского района Карагандинской области | 12.07.1949      | сельхоз         | Каркаралинский район            | [ ГС 51 ]  |
| 52  | Калиев Шакарим                          | 1913 — 05.11.2006       | Председатель колхоза «Жоншилик» Каркаралинского района Карагандинской области | 12.07.1949      | сельхоз         | Карагандинская область          | [ ГС 52 ]  |
| 53  | Калпаков Саркен                         | 1901—1984               | Заведующий молочной фермой колхоза «Жоншилик» Каркаралинского района Карагандинской области | 12.07.1949      | сельхоз         | Каркаралинский район            | [ ГС 53 ]  |
| 54  | Камитов Зейнегали                       | 03.02.1916 — 04.02.2003 | Составитель поездов станции Караганда-Сортировочная Казахской железной дороги | 04.05.1971      | транспорт       | Караганда                       | [ ГС 54 ]  |
| 55  | Карстен Андрей Яковлевич                | род. 1923               | Бригадир проходчиков управления «Карагандашахтопроходка» комбината «Карагандашахтострой», Карагандинская область                                                                                          | 11.08.1966      | строительство   | *Луганская область              | [ ГС 55 ]  |
| 56  | Касаева Марфа Филипповна                | 09.06.1916 — 16.09.1992 | Штукатур строительного управления № 2 треста «Прибалхашстрой», Карагандинская область | 11.08.1966      | строительство   | *Кировская область              | [ ГС 56 ]  |
| 57  | Койшибаев Камысбай                      | 1883 — 07.10.1959       | Скотник колхоза «Булак-адыр» Кувского района Карагандинской области | 12.07.1949      | сельхоз         | Каркаралинский район            | [ ГС 57 ]  |
| 58  | Конырбаев Топай                         | 1886—1969               | Старший чабан колхоза «Енбек-Сюйгиш» Каркаралинского района Карагандинской области | 23.07.1948      | сельхоз         | Каркаралинский район            | [ ГС 58 ]  |
| 59  | Кривенко Николай Евдокимович            | 19.06.1924 — ????       | Проходчик Кировского шахтостроительного управления комбината «Карагандашахтострой» Министерства строительства предприятий тяжёлой индустрии СССР, гор. Караганда                                          | 05.04.1971      | строительство   | Бухар-Жырауский район           | [ ГС 59 ]  |
| 60  | Куанышбаев Имаш                         | 1893—1973               | Старший чабан колхоза «Карасаз» Четского района Карагандинской области | 23.07.1948      | сельхоз         | Карагандинская область          | [ ГС 60 ]  |
| 61  | Кубайчук Алексей Алексеевич             | 10.03.1929 — 15.02.2022 | Бригадир проходчиков шахты «Майкудукская» комбината «Карагандауголь» Министерства угольной промышленности СССР, Карагандинская область                                                                    | 29.12.1973      | углепром        | *Ивано-Франковская область      | [ ГС 61 ]  |
| 62  | Кузембаев Тусуп                         | 03.07.1890 — 1958       | Начальник шахты № 44/45 комбината «Карагандауголь» Министерства угольной промышленности восточных районов СССР, Карагандинская область                                                                    | 28.08.1948      | углепром        | Каркаралинский район            | [ ГС 62 ]  |
| 63  | Кулькин Жайсанбай                       | 1903 — 28.04.1991       | Старший табунщик колхоза «Томар» Каркаралинского района Карагандинской области | 23.07.1948      | сельхоз         | Каркаралинский район            | [ ГС 63 ]  |
| 64  | Курпебаев Касым Нургалиевич             | 17.04.1931 — 05.09.2020 | Начальник участка шахты имени 50-летия Октябрьской революции комбината «Карагандауголь» Министерства угольной промышленности СССР, Карагандинская область                                                 | 29.12.1973      | углепром        | Каркаралинский район            | [ ГС 64 ]  |
| 65  | Леонов Никифор Еремеевич                | 15.08.1925 — 17.08.1989 | Навалоотбойщик шахты № 106 треста «Сараньуголь» комбината «Карагандауголь» Министерства угольной промышленности СССР, Карагандинская область                                                              | 26.04.1957      | углепром        | *Костанайская область           | [ ГС 65 ]  |
| 66  | Лисовенко Пётр Лаврентьевич             | 1917—1975               | Бригадир электромонтёров Темиртауского монтажного управления треста «Казэлектромонтаж» Министерства монтажных и специальных строительных работ СССР, Карагандинская область                               | 26.07.1966      | строительство   | *Красноярский край              | [ ГС 66 ]  |
| 67  | Литман Райнгольд Эмильянович            | род. 1936               | Проходчик горных выработок шахты имени В. И. Ленина комбината «Карагандауголь» Министерства угольной промышленности СССР, Карагандинская область                                                          | 30.03.1971      | углепром        | *Житомирская область            | [ ГС 67 ]  |
| 68  | Лубенец Ольга Андреевна                 | 1919—1996               | Главный врач областной детской больницы, гор. Караганда | 04.02.1969      | здравоохранение | *Киевская область               | [ ГС 68 ]  |
| 69  | Любименко Алексей Андреевич             | 19.04.1927 — 2006       | Бригадир совхоза имени XX партсъезда Ульяновского района Карагандинской области | 19.02.1981      | сельхоз         | Карагандинская область          | [ ГС 69 ]  |
| 70  | Ляшенко Кирилл Петрович                 | 09.06.1916 — 16.09.1992 | Бригадир штукатуров треста «Прибалхашстрой» Карагандинского совнархоза | 09.08.1958      | строительство   | *Черкасская область             | [ ГС 70 ]  |
| 71  | Малтабар Павел Игнатьевич               | 26.03.1908 — 13.08.1977 | Начальник Кировского строительного управления комбината «Карагандашахтострой» Министерства строительства предприятий угольной промышленности СССР, Карагандинская область                                 | 26.04.1957      | строительство   | *Донецкая область               | [ ГС 71 ]  |
| 72  | Матюшин Пётр Петрович                   | 1914 — 02.07.1985       | Директор Балхашского горно-металлургического комбината имени 50-летия Октябрьской революции Министерства цветной металлургии СССР, Карагандинская область                                                 | 30.03.1971      | металлургия     | *Приморский край                | [ ГС 72 ]  |
| 73  | Махметов Майрам                         | 1910 — 03.01.2002       | Начальник пункта технического осмотра вагонов станции Караганда-Сортировочная Казахской железной дороги                                                                                                   | 01.08.1959      | транспорт       | *Акмолинская область            | [ ГС 73 ]  |
| 74  | Муканов Маубас                          | 1898—1968               | Старший чабан колхоза имени Сталина Коунрадского района Карагандинской области | 23.07.1948      | сельхоз         | Каркаралинский район            | [ ГС 74 ]  |
| 75  | Мусагалиев Яуда                         | 01.01.1928 — 30.11.2000 | Машинист горного комбайна шахты № 23 комбината «Карагандауголь» Министерства угольной промышленности СССР, Карагандинская область                                                                         | 30.03.1971      | углепром        | *Западно-Казахстанская область  | [ ГС 75 ]  |
| 76  | Муслимов Мажикен                        | род. 1929               | Старший вальцовщик Казахского металлургического завода Министерства чёрной металлургии СССР, Карагандинская область                                                                                       | 22.03.1966      | металлургия     | Жанааркинский район             | [ ГС 76 ]  |
| 77  | Наушабаев Асен                          | 1890 — 15.08.1971       | Старший чабан колхоза имени Фрунзе Каркаралинского района Карагандинской области | 12.07.1949      | сельхоз         | Каркаралинский район            | [ ГС 77 ]  |
| 78  | Нурмагамбетов Башир Нурмагамбетович     | 24.04.1914 — 24.02.1982 | Машинист комбайна шахты № 44/45 комбината «Карагандауголь» Министерства угольной промышленности восточных районов СССР, Карагандинская область                                                            | 28.08.1948      | углепром        | Каркаралинский район            | [ ГС 78 ]  |
| 79  | Обухов Дмитрий Иванович                 | 25.12.1909 — 22.03.1977 | Директор шахты № 20 комбината «Карагандауголь» Министерства угольной промышленности восточных районов СССР, Карагандинская область                                                                        | 28.08.1948      | углепром        | *Донецкая область               | [ ГС 79 ]  |
| 80  | Омаров Кидралы                          | 1922—1978               | Машинист горного комбайна шахты № 31 треста «Ленинуголь» Управления угольной промышленности Казахской ССР, гор. Караганда                                                                                 | 29.06.1966      | углепром        | *Павлодарская область           | [ ГС 80 ]  |
| 81  | Омарова Бибижамал                       | 01.01.1922 — 12.16.1996 | Машинист поверхностных машин и механизмов шахты имени Кирова, гор. Караганда | 07.03.1960      | углепром        | *Акмолинская область            | [ ГС 81 ]  |
| 82  | Оразалин Даулетжан                      | 1892—1970               | Старший чабан колхоза имени Калинина Каркаралинского района Карагандинской области | 12.07.1949      | сельхоз         | Каркаралинский район            | [ ГС 82 ]  |
| 83  | Ортман Екатерина Антоновна              | 29.09.1911 — 02.09.2000 | Доярка совхоза «Восход» Осакаровского района Карагандинской области | 22.03.1966      | сельхоз         | *Волгоградская область          | [ ГС 83 ]  |
| 84  | Оспанов Нуржан                          | 1887—1969               | Старший чабан колхоза «Уш-тобе» Каркаралинского района Карагандинской области | 12.07.1949      | сельхоз         | Каркаралинский район            | [ ГС 84 ]  |
| 85  | Панченко Алексей Васильевич             | 17.01.1925 — 10.02.2005 | Старший мастер Карагандинского металлургического завода Министерства чёрной металлургии СССР | 22.03.1966      | металлургия     | *Кировоградская область         | [ ГС 85 ]  |
| 86  | Петров Иван Иванович                    | 1924—1973               | Тракторист совхоза имени XXI партсъезда Осакаровского района Карагандинской области | 19.04.1967      | сельхоз         | *Оренбургская область           | [ ГС 86 ]  |
| 87  | Победоносцев Юрий Кенсоринович          | 23.08.1907 — 30.06.1987 | Главный инженер Балхашского горно-металлургического комбината Министерства цветной металлургии Казахской ССР, Карагандинская область                                                                      | 20.05.1966      | металлургия     | *Свердловская область           | [ ГС 87 ]  |
| 88  | Примачук Иван Яковлевич                 | 10.10.1927 — 18.03.2014 | Бригадир комплексной бригады строительного управления «Культбытстрой» треста «Карагандажилстрой» Министерства строительства предприятий тяжёлой индустрии Казахской ССР, гор. Караганда                   | 05.04.1971      | строительство   | *Волынская область              | [ ГС 88 ]  |
| 89  | Роман Пётр Иванович                     | 1918 — ????             | Электросварщик строительства ТЭЦ Карагандинского металлургического завода Карагандинского совнархоза | 09.08.1958      | строительство   | *Киевская область               | [ ГС 89 ]  |
| 90  | Рудометкин Сергей Петрович              | 1918 — ????             | Бригадир штукатурно-малярной бригады Ленинского строительного управления комбината «Карагандашахтострой» Министерства строительства предприятий угольной промышленности СССР, Карагандинская область      | 26.04.1957      | строительство   | *Саратовская область            | [ ГС 90 ]  |
| 91  | Руссу Валентина Мартыновна              | 05.02.1918 — 01.02.1982 | Доярка совхоза имени Кирова Тельманского района Карагандинской области | 22.03.1966      | сельхоз         | *Молдавия                       | [ ГС 91 ]  |
| 92  | Рыскулов Матиш                          | 1892—1979               | Скотник колхоза «Совет» Каркаралинского района Карагандинской области | 12.07.1949      | сельхоз         | Каркаралинский район            | [ ГС 92 ]  |
| 93  | Сагинов Абылкас                         | 27.12.1915 — 26.09.2006 | Академик Академии наук Казахской ССР, ректор Карагандинского политехнического института | 20.07.1971      | наука           | *Павлодарская область           | [ ГС 93 ]  |
| 94  | Самонов Александр Григорьевич           | 21.06.1931 — 15.05.1996 | Старший плавильщик Балхашского горно-металлургического комбината Министерства цветной металлургии Казахской ССР, Карагандинская область                                                                   | 20.05.1966      | металлургия     | *Акмолинская область            | [ ГС 94 ]  |
| 95  | Сериков Аскар                           | 28.11.1927 — 17.12.2007 | Машинист горного комбайна шахты № 22 имени 50-летия Октябрьской революции комбината «Карагандауголь» Министерства угольной промышленности СССР, Карагандинская область                                    | 30.03.1971      | углепром        | *Атырауская область             | [ ГС 95 ]  |
| 96  | Смагулов Ибрагим                        | 1913—1987               | Бригадир тракторной бригады Киевской МТС Нуринского района Карагандинской области | 28.03.1948      | сельхоз         | Карагандинская область          | [ ГС 96 ]  |
| 97  | Сусляков Иван Алексеевич                | 1927 — ????             | Машинист горного комбайна шахты № 31 комбината «Карагандауголь» Министерства угольной промышленности СССР, Карагандинская область                                                                         | 30.03.1971      | углепром        | *Алтайский край                 | [ ГС 97 ]  |
| 98  | Терещенко Екатерина Фёдоровна           | 18.03.1926 — 31.10.2013 | Звеньевая совхоза «Березняки» Тельманского района Карагандинской области | 08.04.1971      | сельхоз         | *Самарская область              | [ ГС 98 ]  |
| 99  | Ткач Александр Никифорович              | 07.06.1933 — 29.03.2004 | Тракторист-комбайнёр совхоза имени XIX партсъезда Осакаровского района Карагандинской области | 10.12.1973      | сельхоз         | Осакаровский район              | [ ГС 99 ]  |
| 100 | Токенов Касым                           | 1914 — ????             | Звеньевой колхоза «Оркендеу» Нуринского района Карагандинской области | 28.03.1948      | сельхоз         | Нуринский район                 | [ ГС 100 ] |
| 101 | Токкожин Ибрай                          | 1889—1974               | Старший табунщик колхоза имени Калинина Каркаралинского района Карагандинской области | 23.07.1948      | сельхоз         | Каркаралинский район            | [ ГС 101 ] |
| 102 | Токумтаев Смагул Кусаинович             | 26.07.1935 — 08.01.2002 | Горнорабочий очистного забоя шахты имени Горбачёва производственного объединения «Карагандауголь» Министерства угольной промышленности СССР, Карагандинская область                                       | 12.05.1977      | углепром        | Караганда                       | [ ГС 102 ] |
| 103 | Тонкошкур Владимир Корнеевич            | 16.09.1931 — 29.06.2023 | Начальник участка шахты имени 50-летия Октябрьской революции Карагандинского производственного объединения по добыче угля Министерства угольной промышленности СССР                                       | 05.03.1976      | углепром        | *Оренбургская область           | [ ГС 103 ] |
| 104 | Тургамбаев Айтмагамбет                  | 1928—1989               | Тракторист совхоза «Восток» Каркаралинского района Карагандинской области | 19.04.1967      | сельхоз         | Каркаралинский район            | [ ГС 104 ] |
| 105 | Урстемов Жакен                          | 02.02.1908 — 21.06.1995 | Начальник участка шахты № 18 треста «Сталинуголь» комбината «Карагандауголь» Министерства угольной промышленности СССР, Карагандинская область                                                            | 26.04.1957      | углепром        | Жана-Аркинский район            | [ ГС 105 ] |
| 106 | Утегенов Имамбек                        | 1894—1992               | Скотник колхоза имени Калинина Каркаралинского района Карагандинской области | 12.07.1949      | сельхоз         | Каркаралинский район            | [ ГС 106 ] |
| 107 | Фомичёв Александр Ильич                 | 1923—1978               | Директор шахты № 33—34 комбината «Карагандауголь» Министерства угольной промышленности СССР, Карагандинская область                                                                                       | 30.03.1971      | углепром        | *Акмолинская область            | [ ГС 107 ] |
| 108 | Хайруллин Галиулла                      | 02.05.1909 — 02.05.2004 | Проходчик шахты № 64 комбината «Карагандауголь» Министерства угольной промышленности восточных районов СССР, Карагандинская область                                                                       | 28.08.1948      | углепром        | *Татарстан                      | [ ГС 108 ] |
| 109 | Хвостов Александр Герасимович           | 15.02.1922 — 08.11.1988 | Старший сварщик Карагандинского металлургического комбината Министерства чёрной металлургии СССР | 30.03.1971      | металлургия     | *Кемеровская область            | [ ГС 109 ] |
| 110 | Чекушина Нина Григорьевна               | 25.07.1928 — 31.07.2016 | *Старший флотатор медной обогатительной фабрики Балхашского горно-металлургического комбината имени 50-летия Октябрьской революции Министерства цветной металлургии Казахской ССР, Джезказганская область | 29.12.1973      | металлургия     | *Жамбылская область             | [ ГС 110 ] |
| 111 | Шевченко (Захарова) Пелагея Григорьевна | 14.11.1928 — 11.03.2010 | Бетонщица треста «Казметаллургстрой» Карагандинского совнархоза, гор. Темиртау | 07.03.1960      | строительство   | *Северо-Казахстанская область   | [ ГС 111 ] |
| 112 | Шегебаев Бажий                          | 1881 — 16.06.1960       | Старший чабан колхоза «Жалтас» Кувского района Карагандинской области | 23.07.1948      | сельхоз         | *Павлодарская область           | [ ГС 112 ] |
| 113 | Шибаев Василий Тихонович                | 17.09.1909 — 10.05.1971 | Начальник комбината «Карагандауголь» Министерства угольной промышленности восточных районов СССР, Карагандинская область                                                                                  | 28.08.1948      | углепром        | *Днепропетровская область       | [ ГС 113 ] |
| 114 | Шоманов Сакен                           | 10.1896 — 13.08.1998    | Бригадир навалоотбойщиков шахты № 18 комбината «Карагандауголь» Министерства угольной промышленности восточных районов СССР, Карагандинская область                                                       | 28.08.1948      | углепром        | Каркаралинский район            | [ ГС 114 ] |
| 115 | Щербак Юрий Алексеевич                  | 1928—1979               | Бригадир проходчиков горных выработок шахты № 101 треста «Сараньуголь» Управления угольной промышленности Казахской ССР, Карагандинская область                                                           | 29.06.1966      | углепром        | *Акмолинская область            | [ ГС 115 ] |
| 116 | Язев Василий Иванович                   | 24.01.1913 — 11.08.1999 | Управляющий трестом «Прибалхашстрой» Карагандинского совнархоза | 09.08.1958      | строительство   | *Московская область             | [ ГС 116 ] |
| 117 | Яровой Григорий Васильевич              | 26.06.1913 — 05.02.1989 | Председатель сельхозартели имени XIX партсъезда Осакаровского района Карагандинской области | 11.01.1957      | сельхоз         | *Оренбургская область           | [ ГС 117 ] |

## Уроженцы Карагандинской области, удостоенные звания Героя Социалистического Труда в других регионах СССР
| № | Фамилия, имя, отчество      | Даты жизни              | Деятельность                                                                                             | Дата присвоения       | Отрасль   | Место рождения  | ГС       |
| - | --------------------------- | ----------------------- | --- | --------------------- | --------- | --------------- | -------- |
| 1 | Кузнецов Николай Алексеевич | 19.12.1922 — 12.08.2009 | Начальник Казахского управления гражданской авиации Министерства гражданской авиации СССР, гор. Алма-Ата | 09.12.1973 12.01.1979 | транспорт | Нуринский район | [ ГС 1 ] |

| №  | Фамилия, имя, отчество       | Даты жизни              | Деятельность | Дата присвоения | Отрасль        | Место рождения        | ГС        |
| -- | ---------------------------- | ----------------------- | --- | --------------- | -------------- | --------------------- | --------- |
| 1  | Бакиров Киякбай              | 1906 — ????             | Директор мясного совхоза «Арыктинский» Министерства совхозов СССР, Кургальджинский район Акмолинской области                      | 23.07.1948      | сельхоз        | Нуринский район       | [ ГС 2 ]  |
| 2  | Баскарбаев Ергалий           | 01.05.1921 — 08.12.1998 | *Монтёр Семипалатинского эксплуатационно-технического узла связи Министерства связи СССР                                          | 18.07.1966      | связь          | Каркаралинский район  | [ ГС 3 ]  |
| 3  | Демченко Михаил Прокофьевич  | 1927 — 13.09.1997       | Машинист экскаватора Северного рудника Тургайского бокситового рудоуправления Министерства цветной металлургии СССР               | 30.03.1971      | металлургия    | Бухар-Жырауский район | [ ГС 4 ]  |
| 4  | Зиновьев Иван Самуилович     | 16.10.1924 — ????       | Командир корабля Ту-104 Дальневосточного управления гражданской авиации Министерства гражданской авиации СССР, Хабаровский край   | 09.02.1973      | транспорт      | Осакаровский район    | [ ГС 5 ]  |
| 5  | Ибраев Бакир Ибраевич        | 1905—1965               | Инструктор по обучению рабочих-бетонщиков передовым методам труда треста «Алтайсвинецстрой» Восточно-Казахстанского совнархоза    | 09.08.1958      | металлургия    | Каркаралинский район  | [ ГС 6 ]  |
| 6  | Партина Надежда Ефимовна     | 30.12.1915 — 08.02.2004 | Крановщица Уральского завода тяжёлого машиностроения Свердловского совнархоза, гор. Свердловск                                    | 07.03.1960      | машиностроение |                       |           |
| 7  | Пошивайлов Никифор Макарович | 14.01.1909 — 25.11.1958 | Бригадир колхоза имени Крупской Кагановичского района Фрунзенской области                                                         | 26.03.1948      | сельхоз        |                       | [ ГС 7 ]  |
| 8  | Сагинтаев Бесжан             | 1900 — ????             | Старший чабан колхоза «Уюм» Сары-Суйского района Джамбулской области                                                              | 12.07.1949      | сельхоз        |                       | [ ГС 8 ]  |
| 9  | Христенко Василий Тимофеевич | 12.04.1925 — 09.02.2010 | Первый секретарь Шипуновского райкома КПСС, Алтайский край                                                                        | 13.12.1972      | госуправление  | Караганда             | [ ГС 9 ]  |
| 10 | Юнусов Анатолий Усманович    | 1934—1997               | Бригадир водителей автомобилей Целиноградского автотранспортного предприятия Министерства автомобильного транспорта Казахской ССР | 14.08.1986      | транспорт      | Караганда             | [ ГС 10 ] |
| 11 | Яковенко Николай Петрович    | 1913 — 23.10.1993       | Председатель колхоза «Комсомольская правда» Джувалинского района Джамбулской области                                              | 28.03.1948      | сельхоз        |                       | [ ГС 11 ] |

## Герои Социалистического Труда, прибывшие в Карагандинскую область на постоянное проживание из других регионов
| № | Фамилия, имя, отчество           | Даты жизни              | Деятельность | Дата присвоения | Отрасль       | Место проживания     | ГС       |
| - | -------------------------------- | ----------------------- | --- | --------------- | ------------- | -------------------- | -------- |
| 1 | Кашаганов Калыбай                | 1885 — 12.1957          | Заведующий коневодством колхоза «Енбек» Абралинского района Семипалатинской области                                         | 23.07.1948      | сельхоз       | Каркаралинский район | [ ГС 1 ] |
| 2 | Криль (Замазий) Мария Алексеевна | 1917 — ????             | Доярка Ананьевского свеклосовхоза Министерства пищевой промышленности СССР, Краснокутский район Харьковской области         | 25.09.1952      | сельхоз       |                      |          |
| 3 | Мусакин Валериан Алексеевич      | 02.05.1910 — 11.09.1987 | Главный инженер треста «Губахшахтострой» Министерства строительства топливных предприятий СССР, Молотовская область         | 28.08.1948      | строительство | Караганда            | [ ГС 2 ] |
| 4 | Толеубаев Даулен                 | 22.08.1927 — 13.04.2007 | Старший чабан совхоза имени XXII съезда КПСС Кургальджинского района Целиноградской области                                 | 22.03.1966      | сельхоз       | Нуринский район      | [ ГС 3 ] |
| 5 | Трухин Пётр Михайлович           | 17.02.1906 — 29.06.1996 | Главный инженер комбината «Челябинскуголь» Министерства угольной промышленности восточных районов СССР, Челябинская область | 28.08.1948      | углепром      | Караганда            | [ ГС 4 ] |

## Лица, лишённые звания Героя Социалистического Труда
| № | Фамилия, имя, отчество | Даты жизни              | Деятельность                                                               | Дата присвоения | Дата лишения | Отрасль | Место рождения        | ГС       |
| - | ---------------------- | ----------------------- | -------------------------------------------------------------------------- | --------------- | ------------ | ------- | --------------------- | -------- |
| 1 | Рыскулов Муздыбай      | 1912—1953               | Председатель колхоза «Томар» Каркаралинского района Карагандинской области | 23.07.1948      | 03.09.1952   | сельхоз | Каркаралинский район  | [ ГС 1 ] |
| 2 | Скоромный Даниил Ильич | 24.12.1912 — 14.06.1992 | Директор Киевской МТС Нуринского района Карагандинской области             | 28.03.1948      | 16.01.1951   | сельхоз | Бухар-Жырауский район | [ ГС 2 ] |